# Angela decolor
Angela decolor är en bönsyrseart som beskrevs av Lucien Chopard 1913. Angela decolor ingår i släktet Angela och familjen Mantidae. Inga underarter finns listade i Catalogue of Life.